# ایزو ۳–۶۳۹

ایزو۳-۶۳۹

ISO 639-3 یا ایزو ۶۳۹-۳ رده سوم استانداردهای ایزو ۶۳۹ است که برای نامگذاری اختصاری زبان‌های شناخته شده بکار گرفته می‌شود. کلیه کدهای زبانی در این رده از سه نویسه تشکیل شده‌اند.

## مثال
| زبان         | 639-1 | 639-2 (B/T) | 639-3 نوع | 639-3 کد     |
| ------------ | ----- | ----------- | --------- | ------------ |
| زبان انگلیسی | en    | eng         | اختصاصی   | eng          |
| زبان آلمانی  | de    | ger/deu     | اختصاصی   | deu          |
| زبان عربی    | ar    | ara         | کلی       | ara          |
| زبان عربی    | ar    | ara         | اختصاصی   | arb + دیگران |
| مین نان      | —     | —           | اختصاصی   | nan          |